# Dunière-sur-Eyrieux

Dunière-sur-Eyrieux este o comună în departamentul Ardèche din sud-estul Franței. În 1 ianuarie 2022 avea o populație de 437 de locuitori.